# Iapigis
Els iapigis (en llatí Ĭāpyges, en grec antic Ἰάπυγες) eren un poble probablement d'origen il·liri, que habitava la part sud d'Itàlia i van donar nom al país (Iapígia). Els romans els van anomenar «apulis», perquè s'havien instal·lat a la regió que ells en deien Apulia.
En general els pobles dels messapis, calabres, sal·lentins i peuquetis es consideren del grup dels iapigis, especialment els primers. Els grecs derivaven el nom de l'heroi epònim Jàpige fill de Licàon, però es creu que podrien ser un poble d'arrel celta que van emigrar des d'Il·líria abans del segle v.